# Mörttjärnarna (Vilhelmina socken, Lappland, 721819-150517)
Mörttjärnarna är en sjö i Vilhelmina kommun i Lappland och ingår i Ångermanälvens huvudavrinningsområde. Mörttjärnarna ligger i Marsfjället Natura 2000-område.